# Angulogerina
Angulogerina es un género de foraminífero bentónico de la subfamilia Angulogerininae, de la familia Uvigerinidae, de la superfamilia Buliminoidea, del suborden Buliminina y del orden Buliminida. Su especie tipo es Uvigerina angulosa. Su rango cronoestratigráfico abarca desde el Eoceno superior hasta la Actualidad, aunque es posible que haya sido identificado en el Cretácico.

## Discusión
Clasificaciones previas incluían Angulogerina en el suborden Rotaliina del orden Rotaliida. Clasificaciones más modernas consideran Angulogerina un sinónimo posterior de Trifarina.

## Clasificación
Se han descrito numerosas especies de Angulogerina. Entre las especies más interesantes o más conocidas destacan:
- Angulogerina angulosa

Un listado completo de las especies descritas en el género Angulogerina puede verse en el siguiente anexo.